# Sofia Albertsson
Sofia Albertsson, född 1982, är en svensk författare och konstnär från Avesta i södra Dalarna.
I april 2007 utkom hennes litterära debut Sexpuckona anfaller! Avsnoppande svar på dumma sexinviter på Vertigo förlag. Hennes andra bok, novellsamlingen Den plötsliga dörren, släpptes i augusti 2012 på samma förlag. Boken innehåller ett tiotal noveller, vilka rör sig mellan surrealism, skräck och vardagsrealism. Den plötsliga dörren erhöll Kulturrådets  distributionsstöd 2012.
Sofia Albertssons novell Stormens klösande hunger publicerades i Eskapix i september 2012. Novellen Han inom skuggorna publicerades i Eskapix februari 2013. I oktober 2014 kom skräcknovellsamlingen De överflödiga ut på Eskapix.
I maj 2017 publicerades skräckantologin 13 svarta sagor om ond bråd död av Swedish Zombie där hennes novell Avväpnandet finns med.
Stockholmspesten är Albertssons första roman, den utkom på Swedish Zombie den 1 augusti 2018 och är en dystopisk skräckhistoria om Stockholms undergång. I maj 2019 publicerades Albertssons novell De tre förlista i antologin Tjugo sällsamma berättelser jag fann i en garderob. En antologi vilken tillkommit genom en novelltävling anordnad av Catoblepas förlag och Göteborgs stadsmuseum. 
I november 2019 publicerades antologin Malmö 2048 av  Svensk Sci Fi i samarbete med Malmö Stad, där Albertssons dystopiska novell Under Malmö finns med.
Skräcknovellsamlingen Benkvarnen publicerades den 18 december 2020 av Swedish Zombie. Boken innehåller åtta noveller samt tre bonusnoveller som utvecklar skeenden i Albertssons roman Stockholmspesten. Albertsson medverkar som författare och redaktör för skräckantologin 13 svarta sagor - Rymdskräck av Swedish Zombie där hennes novell Den döda himlakroppens inre finns med.
Novellen De infekterade korridorerna var med i Creepypodden, avsnitt 206 - "Känsliga lyssnare varnas II". I avsnitt 224 - "Barndomsminnen" lästes Albertssons novell Kvinnan som jag bor ihop med upp Novellen Hon inom skuggorna lästes upp i skräckpodden Monsterboxen, säsong 5 i avsnitt 5 - "Naglar", februari 2023.
Albertssons bok Blöd för berget utkom i slutet av september 2023, en skräckroman som utspelar sig i Falu koppargruva. Boken är en del av Swedish Zombie serie Den nya skräcken.
Sommaren 2024 släppte Swedish Zombie Albertssons tredje roman Hungermyren, en erotisk skräckberättelse som utspelar sig utanför Mora i början av 1900-talet. I samband med att boken släpptes kunde man via förlagets hemsida även köpa konst som Albertsson gjort med inspiration från handlingen i Hungermyren.

### Egna verk
- Hungermyren, (roman) 2024 utgiven av Swedish Zombie
- Blöd för berget, (roman) 2023 utgiven av Swedish Zombie
- Benkvarnen, (novellsamling) 2020 utgiven av Swedish Zombie
- Stockholmspesten, (roman) 2018 utgiven av Swedish Zombie
- De överflödiga, (novellsamling) 2014 utgiven av Eskapix
- Den plötsliga dörren - Berättelser om perversa ostar, skrikande ålar, flickors skära objekt, kroppspotatisar, deprimerade huvudfotingar, kättjefulla kvalster, våldsamt feta hinnor, grannen Kaos och andra osedligheter, (novellsamling) 2012 utgiven av Vertigo förlag
- Sexpuckona anfaller! Avsnoppande svar på dumma sexinviter, 2007 utgiven av Vertigo förlag.

### Medverkar i
- Den döda himlakroppens inre, (novell) 2022, 13 svarta sagor - Rymdskräck (antologi) utgiven av Swedish Zombie
- Under Malmö, (novell) 2019, Malmö 2048 (antologi) utgiven av Svensk Sci Fi
- De tre förlista, (novell) 2019, Tjugo sällsamma berättelser jag fann i en garderob (antologi) utgiven av Catoblepas förlag
- Avväpnandet, (novell) 2017, 13 svarta sagor om ond bråd död (antologi) utgiven av Swedish Zombie
- Han inom skuggorna, (novell) 2013, Brinn era djävlar! Brinn! (antologi) utgiven av Eskapix
- Stormens klösande hunger, (novell) 2012, Beelzebub Be Bop (antologi) utgiven av Eskapix